# Carandiru
La Casa de Detenção de São Paulo, popolarmente conosciuta come Carandiru (dal nome del quartiere), è stata una prigione situata a San Paolo, Brasile, attiva dagli anni venti del XX secolo al 2002, che all'apice del suo utilizzo è stata la struttura carceraria più grande dell'intera America Latina, ospitando oltre ottomila carcerati.
È diventata nota a livello internazionale nel 1992 per la brutale repressione di una rivolta, conclusa con l'uccisione di 111 detenuti da parte della Polícia Militar.

## Storia
Il Complexo Penitenciário do Carandiru fu progettato e costruito nel 1920 da Samuel das Neves, per rispondere alle esigenze del Codice Penale del 1890. Il modello fu la prigione di Fresnes, in Francia, costruita fra 1895 e 1898 e progettata da Henri Poussin.
Nel 1938 assunse la denominazione di Casa de Dentenção.
Per i primi due decenni di attività, fu considerato un carcere modello, al punto da attirare le visite di politici e studiosi. Cominciò ad entrare in crisi quando venne ecceduta la capienza progettata di 1200 prigionieri.
Per affrontare i problemi di sovraffollamento, la struttura venne ampliata, senza rispettare a pieno il progetto originario del complesso. I lavori, conclusi nel 1956 sotto il governo di Jânio Quadros, aumentarono la capienza a 3250 detenuti.
La successiva storia di periodiche crisi e ribellioni culminò nel 1992, quando la struttura era arrivata ormai ad ospitare ottomila carcerati, ben più del doppio della capienza prevista. Il cosiddetto massacro di Carandiru ebbe risonanza internazionale.
Nel corso del 2002 il carcere venne progressivamente dismesso: il 15 settembre furono trasferiti gli ultimi detenuti e il 9 dicembre fu demolito.
Al suo posto fu costruito il complesso culturale e ricreativo Parque da Juventude.